# فوتبال در بازی‌های آسیایی ۱۹۹۰
بازی‌های فوتبال در بازی‌های آسیایی ۱۹۹۰ از ۲۳ سپتامبر تا ۶ اکتبر ۱۹۹۰ در پکن، چین برگزار شد.

## مدال‌آوران
| رویداد | طلا | نقره | برنز |
| ------ | --- | --- | --- |
| مردان  | ایران · احمدرضا عابدزاده · جواد زرینچه · مجتبی محرمی · مهدی فنونی‌زاده · محمد پنجعلی · سیروس قایقران · مرتضی کرمانی‌مقدم · شاهرخ بیانی · سید مهدی ابطحی · عبدالصمد مرفاوی · ناصر محمدخانی · شاهین بیانی · محسن عاشوری · رضا حسن‌زاده · نادر محمدخانی · سید علی افتخاری · فرشاد پیوس · مجید نامجو مطلق · محمدحسن انصاری‌فرد · بهزاد غلامپور | کره شمالی · کیم چی-وون · کیم کوانگ-مین · او یونگ-نام · کیم کیونگ-ایل · جونگ یونگ-مان · کیم جونگ-مان · هان هیونگ-ایل · یون چول · یون جونگ-سو · کیم یون-چول · ری جونگ-مان · تاک یونگ-بین · کیم یونگ-نام · یو این-چول · چوی یونگ-سون · ریو سونگ-گون · پانگ گوانگ-چول · کیم چونگ · کیم جونگ-سونگ · کیم پونگ-ایل | کره جنوبی · چوی این-یونگ · پارک کیونگ-هون · چونگ جونگ-سو · یون دوک-یو · چانگ یونگ-هوان · کیم سانگ-هو · لی یونگ-جین · کیم پان-کن · هوانگبو کوان · کیم جو سونگ · بیون بیونگ-جو · نو جونگ-یون · جونگ کوانگ-سئوک · چوی سون-هو · کیم پونگ-جو · کو یونگ-وون · گو سانگ-بوم · هوانگ سان-هونگ · سو جونگ-وون · هونگ میونگ-بو |
| زنان   | چین · چن شیا · گو پینگ‌ژوان · لی سا · لی شیوفو · لیو آیلینگ · ما لی · نیو لیجیه · سون چینگمی · تانگ کونیوان · وی هایینگ · ون لیرونگ · وو وینگ · ژانگ یان · ژنگ مائومی · ژونگ هونگلیان · ژو هوآ · ژو یانگ · ژو تائو | ژاپن · اتسوکو هاندا · کازوکو هیروناکا · میدوری هوندا · مایومی کاجی · فوتابه کائوکا · کیوکو کورودا · می‌چیکو ماتسودا · توموکو ماتسوناگا · یوریکو میزوما · کائوری ناگامینه · آکمی نودا · مگومی ساکاتا · ماسائه سوزوکی · یوکو تاکاهاگی · اساکو تاکاکورا · تاکاکو تزوکا · یومی واتانابه · سایوری یاماگوچی        | کره شمالی · هونگ کوم-سوک · ایم هیون-سوک · جو جونگ-آئه · کیم گوانگ-سوک · کیم هیه-ران · کیم کوم سیل · کیم میونگ-سوک · کیم تاک-سون · پاک اون-سوک · ری آئه-گیونگ · ری چو-وول · ری هونگ-سیل · ری کیونگ-آئه · ریم سون-بونگ · سین یونگ-سوک · سوک یو-ران · یانگ می-سون                                                     |

## جدول مدال‌ها
| رتبه           | کشور            | طلا | نقره | برنز | مجموع |
| -------------- | --------------- | --- | ---- | ---- | ----- |
| ۱              | ایران (IRN)     | ۱   | ۰    | ۰    | ۱     |
| ۱              | چین (CHN)       | ۱   | ۰    | ۰    | ۱     |
| ۳              | کره شمالی (PRK) | ۰   | ۱    | ۱    | ۲     |
| ۴              | ژاپن (JPN)      | ۰   | ۱    | ۰    | ۱     |
| ۵              | کره جنوبی (KOR) | ۰   | ۰    | ۱    | ۱     |
| مجموع (۵ کشور) | مجموع (۵ کشور)  | ۲   | ۲    | ۲    | ۶     |

## قرعه‌کشی

### مردان
تیم‌ها بر پایهٔ رتبه‌بندی نهایی خود در بازی‌های آسیایی ۱۹۸۶ تقسیم شدند.
گروه آ
- کرهٔ جنوبی
- عراق
- مالزی
- هند

گروه بی
- اندونزی
- چین
- تایلند
- سنگاپور
- پاکستان

گروه سی
- کویت
- ایران
- ژاپن
- هنگ کنگ

گروه دی
- عربستان سعودی
- قطر
- کرهٔ شمالی
- بنگلادش
- یمن

شورای المپیک آسیا عراق را از بازی‌ها اخراج کرد، هند، قطر و اندونزی کناره‌گیری کردند. قرعه‌کشی اصلاحی چند روز پیش از رقابت‌ها انجام شد.
گروه آ
- کرهٔ جنوبی
- چین
- سنگاپور
- پاکستان

گروه بی
- ایران
- کرهٔ شمالی
- مالزی

گروه سی
- کویت
- تایلند
- یمن
- هنگ کنگ

گروه دی
- عربستان سعودی
- ژاپن
- بنگلادش

### زنان
گروه آ
- چین
- هنگ کنگ
- کرهٔ شمالی
- فیلیپین

گروه بی
- تایوان
- ژاپن
- کرهٔ جنوبی
- تایلند

تایلند و فیلیپین کناره‌گیری کردند، باقی تیم‌ها در رقابت نوبت‌گردشی بازی کردند.

## رده‌بندی نهایی

### مردان
| رتبه | تیم           | ب | پ | ت | م | گ.ب. | گ.م. | ت.گ. | ا. |
| ---- | ------------- | - | - | - | - | ---- | ---- | ---- | -- |
| 1    | ایران         | ۵ | ۴ | ۱ | ۰ | ۷    | ۱    | +۶   | ۹  |
| 2    | کرهٔ شمالی     | ۵ | ۱ | ۳ | ۱ | ۲    | ۲    | ۰    | ۵  |
| 3    | کرهٔ جنوبی     | ۶ | ۵ | ۰ | ۱ | ۱۸   | ۱    | +۱۷  | ۱۰ |
| ۴    | تایلند        | ۶ | ۳ | ۱ | ۲ | ۵    | ۳    | +۲   | ۷  |
| ۵    | عربستان سعودی | ۳ | ۲ | ۱ | ۰ | ۶    | ۰    | +۶   | ۵  |
| ۶    | چین           | ۴ | ۲ | ۰ | ۲ | ۸    | ۴    | +۴   | ۴  |
| ۷    | کویت          | ۴ | ۱ | ۱ | ۲ | ۳    | ۴    | −۱   | ۳  |
| ۸    | ژاپن          | ۳ | ۱ | ۰ | ۲ | ۳    | ۳    | ۰    | ۲  |
| ۹    | هنگ کنگ       | ۳ | ۱ | ۰ | ۲ | ۳    | ۴    | −۱   | ۲  |
| ۱۰   | یمن           | ۳ | ۰ | ۲ | ۱ | ۰    | ۲    | −۲   | ۲  |
| ۱۱   | سنگاپور       | ۳ | ۱ | ۰ | ۲ | ۷    | ۱۳   | −۶   | ۲  |
| ۱۲   | مالزی         | ۲ | ۰ | ۱ | ۱ | ۰    | ۳    | −۳   | ۱  |
| ۱۳   | بنگلادش       | ۲ | ۰ | ۰ | ۲ | ۰    | ۷    | −۷   | ۰  |
| ۱۴   | پاکستان       | ۳ | ۰ | ۰ | ۳ | ۱    | ۱۶   | −۱۵  | ۰  |